# Arteria timpánica anterior
La arteria timpánica anterior es una arteria que se origina como rama colateral ascendente en la parte mandibular (primera) de la arteria maxilar.

## Ramas
Emite ramos para la apófisis delgada del hueso martillo.

## Trayecto
Pasa hacia arriba por detrás de la articulación temporomandibular, entra en la cavidad timpánica a través de la fisura petrotimpánica, y se ramifica sobre la membrana timpánica, formando un círculo vascular alrededor de dicha membrana con la rama estilomastoidea de la arteria auricular posterior, y anastomosándose con la arteria del canal pterigoideo y con la rama carotidotimpánica de la arteria carótida interna.

## Distribución
Se distribuye hacia la membrana del tímpano.